# 2734 Hašek
2734 Hašek este un asteroid din centura principală, descoperit pe 1 aprilie 1976, de Nikolai Cernîh.